# Rodershausen
Rodershausen település Németországban, Rajna-vidék-Pfalz tartományban. Lakosainak száma 148 fő (2023. december 31.). Rodershausen Keppeshausen és Waldhof-Falkenstein községekkel határos.

## Népesség
A település népességének változása:
| Lakosok száma | 236  | 165  | 171  | 155  | 163  | 148  |
|               | 1975 | 2017 | 2019 | 2021 | 2022 | 2023 |